# 普世价值论争
普世价值论争，又称普世价值之争等，是中华人民共和国围绕普世价值的一场论争，在2007-2008年集中爆发。

## 经过

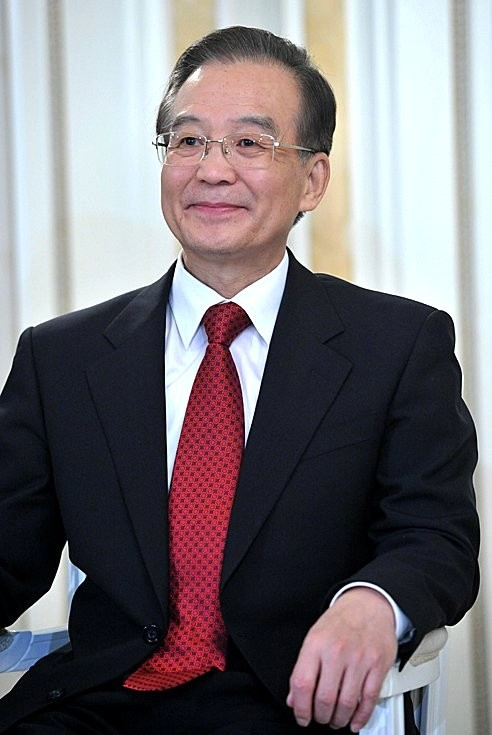
温家宝

2007年2月26日，被视为中国共产党改革派人物的时任中国国务院总理温家宝通过新华社发表署名文章《关于社会主义初级阶段的历史任务和我国对外政策的几个问题》，被视为普世价值论争的导火索。 温家宝在文章中写道，“科学、民主、法制、自由、人权，并非资本主义所独有，而是人类在漫长的历史进程中共同追求的价值观和共同创造的文明成果”，引发极大反响。之后，温家宝又在不同场合提到普世价值。而在时任中共中央总书记胡锦涛在东京与日本首相福田康夫共同签署的2008年5月《中日关于全面推进战略互惠关系的联合声明》，也提到“为进一步理解和追求国际社会公认的基本和普遍价值进行紧密合作，不断加深对在长期交流中共同培育、共同拥有的文化的理解”，被解读为对普世价值的正面评价。

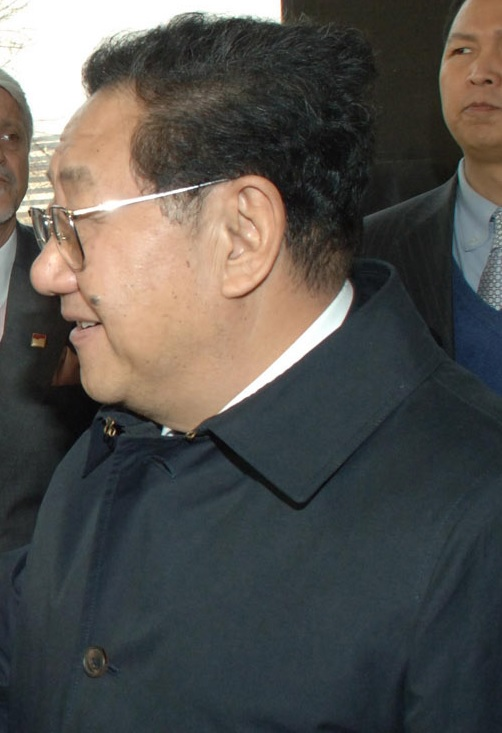
陈奎元

与此同时，中共党媒喉舌发出一系列批判普世价值、剑指温家宝的文章。《求是》刊文称，世界上根本就不存在什么“普世”价值，所有的价值都是特殊的、具体的，都有其阶级性、地域性、民族性。 时任中国社会科学院院长陈奎元在中国社科院改革座谈会上带头痛批中国有人“跟随西方国家步调起舞”，“对西方世界如影随形”。日本横浜大学名誉教授矢吹晋认为，胡锦涛亲自提倡的“基本和普遍价值”却被他自己领导的党的刊物公开批判，说明胡锦涛已不能在党内有效发挥领导功能，又指其背后操纵者是分管意识形态和政治宣传的时任中共中央政治局常委李长春。

2008年，普世价值论争蔓延到中国新闻界和舆论界，引发全社会关注。 以长平为代表的南方系媒体人物大多支持普世价值，而司马南等乌有系媒体人物大多反对普世价值。同年9月10日，《人民日报》发表了冯虞章的文章，称普世价值并不存在，倡导普世价值的实质是鼓吹自由主义和民主社会主义，就是反对中国特色社会主义，号召党员干部提高警惕，不要追求时髦。 同年12月9日，《零八宪章》公开提出“自由、平等、人权是人类共同的普世价值”，并称抽离了这些普世价值和基本政制架构的“现代化”，是剥夺人的权利、腐蚀人性、摧毁人的尊严的灾难过程。 随后，中華人民共和國政府逮捕多包括刘晓波在内的名發起草人。

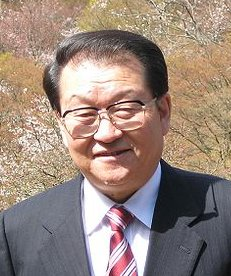
李长春

2009年，时任中共中央政治局常委李长春提出六个为什么，被视为对温家宝一系列普世价值言论的反应和对普世价值论争的回应。 2013年4月22日，中共中央办公厅印发《关于当前意识形态领域情况的通报》，批判宣扬普世价值是企图动摇党执政的思想理论基础，对中国共产党执政地位构成意识形态威胁。 德国之声、明镜新闻均据此认为自2012年11月担任中共中央总书记的习近平属于强硬中共保守派。